# بامندا
بامندا (به لاتین: Bamenda) یک شهر در کامرون است که در منطقه شمال غربی واقع شده‌است. بامندا ۳۴۸٬۷۶۶ نفر جمعیت دارد و ۱٬۶۱۴ متر بالاتر از سطح دریا واقع شده‌است.